# Glossosoma anakgunung
Glossosoma anakgunung är en nattsländeart som beskrevs av Malicky 1995. Glossosoma anakgunung ingår i släktet Glossosoma och familjen stenhusnattsländor. Inga underarter finns listade i Catalogue of Life.